# Oculina
Oculina  is een geslacht van koralen uit de klasse van de Anthozoa (bloemdieren).

## Soorten
- Oculina arbuscula Agassiz, 1864
- Oculina diffusa Lamarck, 1816
- Oculina patagonica de Angelis, 1908
- Oculina profunda Cairns, 1991
- Oculina robusta Pourtalès, 1871
- Oculina tenella Pourtalès, 1871
- Oculina valenciennesi Milne Edwards & Haime, 1850
- Oculina varicosa Lesueur, 1821
- Oculina virgosa Squires, 1958